# Alexander Mack
Alexander Mack (* 27. Juli 1679 in Schriesheim; † 19. Januar 1735 in Germantown, Pennsylvania, USA) ist Begründer der Schwarzenauer Brüder und dem radikalen Pietismus zuzurechnen.

## Leben
Alexander Mack wurde als Sohn einer wohlhabenden Müllerfamilie geboren. Sein Vater Johann Philipp Mack (1636–1706) gehörte dem Schriesheimer Rat an und war Mitglied des Presbyteriums der dortigen reformierten Kirchengemeinde. Alexander Mack erlernte das Müllerhandwerk und heiratete am 18. Januar 1701 Anna Margaretha Kling, deren Vater ebenfalls Mitglied des Schriesheimer Rates und des reformierten Presbyteriums war. Das Ehepaar Mack bekam zwei Söhne, von denen Alexander Mack jun. nach dem Tod des Vaters 1735 die Leitung der späteren Church of the Brethren übernahm. 1702 wurde Alexander Mack sen. zusammen mit seinem Bruder Hans Jakob Mack der elterliche Mühlenbetrieb übergeben.
Der Verkauf seines Erbteils im Jahre 1706 markiert eine entscheidende Zäsur im Leben von Alexander Mack. Im selben Jahr besuchte der radikal-pietistische Wanderprediger Ernst Christoph Hochmann von Hochenau die Pfalz und Schriesheim entwickelte sich in kürzester Zeit zu einem Zentrum des radikalen Pietismus. Alexander Mack stellte den radikalen Pietisten für deren Konventikel seine Mühle zur Verfügung, womit er jedoch bald in Konflikt mit den örtlichen Behörden kam. Mack verließ schließlich Schriesheim, um einer Inhaftierung durch die weltliche Obrigkeit zu entgehen, und flüchtete zusammen mit Hochmann von Hochenau, dessen Begleiter Christian Erb und weiteren Gesinnungsgenossen nach Zuzenhausen zu einem dort ansässigen Täufer. Als sie später nach Mannheim kamen, wurden sie verhaftet und nach einem Verhör ausgewiesen. Die radikal-pietistische Bewegung in der Pfalz wuchs trotz der Verfolgungsmaßnahmen weiter an.

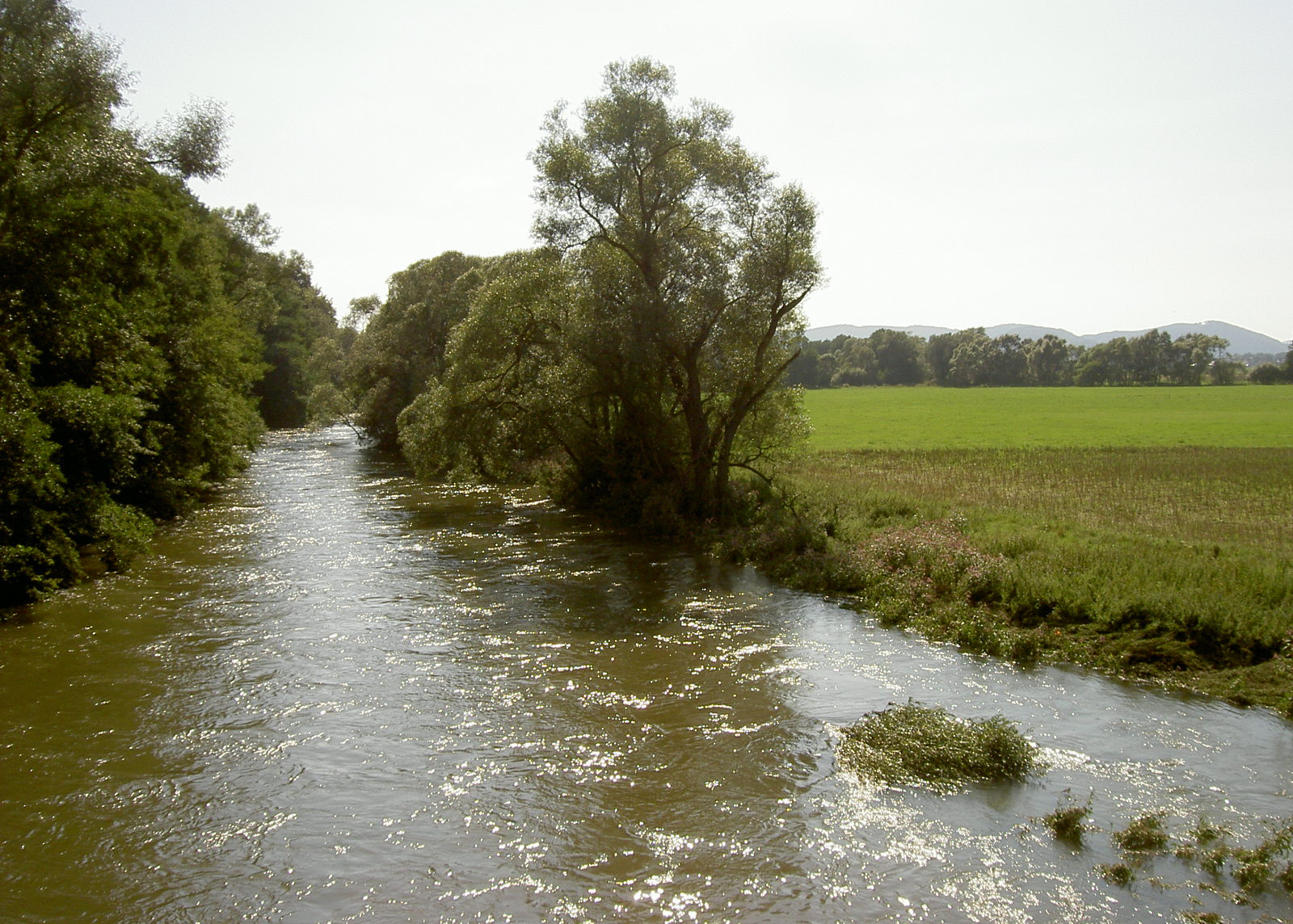
Eder

Mack verkaufte weitere Teile seines Besitzes und fand Aufnahme in der Grafschaft Sayn-Wittgenstein-Hohenstein, einem der wichtigsten Zufluchtsorte radikaler Pietisten. Hier gehörte er zu einem Kreis, der intensiv über die Rechtmäßigkeit der kirchlichen Taufpraxis diskutierte. Durch zwei „Brüder“ wurden sie in der Auffassung bestärkt, sich durch dreimaliges Untertauchen in einem fließenden Gewässer taufen zu lassen. Vermutlich zwischen dem 1. und 11. August 1708 fand die Taufe der ersten Menschen aus diesem Kreis statt. Das Los bestimmte den ersten Täufer, der Alexander Mack durch dreimaliges Untertauchen auf den Namen des dreieinigen Gottes in der Eder taufte. Alexander Mack taufte dann die anderen sieben Täuflinge. Die so durchgeführte Taufe in der Eder gilt noch heute als Gründungsmoment der nun als Tunker bezeichneten täuferisch-pietistischen Bewegung.
Durch diese Gemeindebildung kam es zu einer intensiven Diskussion innerhalb der radikal-pietistischen Bewegung über die Notwendigkeit der Taufe. Die eher vom mystischen Spiritualismus geprägten Gestalten des radikalen Pietismus lehnten den Weg der Schwarzenauer Neutäufer jedoch mehrheitlich ab.
1711 griff die neutäuferische Bewegung auch auf die Wetterau über. Die Neutäufer verließen 1715 die Wetterau und fanden Aufnahme in Krefeld, wo Mennoniten schon längere Zeit geduldet wurden. Durch ihr starkes missionarisches Auftreten gerieten sie jedoch in Konflikt mit der Obrigkeit. So wanderten 20 Familien der Krefelder Gemeinde 1719 nach Pennsylvania aus und ließen sich in der bereits zuvor von aus Krefeld stammenden deutschen Auswanderern gegründeten Siedlung Germantown nieder.
Auch die Muttergemeinde in Schwarzenau geriet ab 1719 unter wachsenden Druck. Und so verließen 40 Familien der Gemeinde das Wittgensteiner Land und wanderten zunächst nach Surhuisterveen in der niederländischen Provinz Friesland aus. 1729 wanderten die meisten unter der Führung von Alexander Mack nach Nordamerika aus. Weitere Neutäufer folgten in den 1730er Jahren. Nach 1740 verliert sich die Spur der verbliebenen Neutäufer in Deutschland. Sie scheinen sich entweder den Mennoniten angeschlossen zu haben oder haben weiterhin als kirchliche Separatisten gelebt.

## Werke von Alexander Mack
- Kurtze und einfältige Vorstellung / des äußern / aber doch heiligen Rechten und Ordnungen deß Hauses GOTTES / wie es der wahre Hauß-Vatter JESUS Christus befohlen / und in seinem Testament schrifftlich hinterlassen. Vorgestellt in einem Gespräch / unter Vater und Sohn durch Frag und Antwort. o. O. 1715.
- Eberhard Ludwig Grubers Grundforschende Fragen, welche denen neuen Täufern im Witgensteinischen, insonderheit zu beantworten vorgelegt waren, sammt: beygefügten kurzen und einfältigen Antworten auf dieselben, vormals schriftlich heraus gegeben von einem Aufrichtigen Mitglied der Gemeinde zu Witgenstein, und nun auf vieles Verlangen, zum öffentlichen Druck befördert. Germantown 1774.